# بولشوی باگان
بولشوی باگان (روسی: Большой Баган) یک دریاچه در استان نووسیبیرسک کشور روسیه است.